# Cuisine acadienne

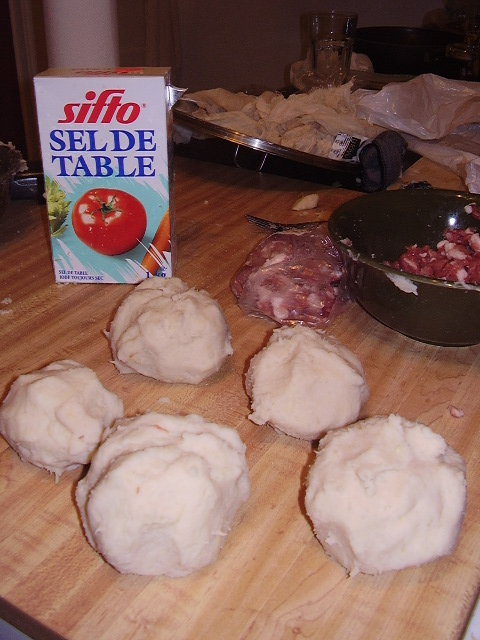
Poutines râpées en préparation.

La cuisine acadienne est celle utilisée principalement par les Acadiens,,. Cette cuisine est très différente de ce que l'on retrouve dans le reste du Canada mais il y a tout de même des similitudes. Par exemple, on y utilise le sirop d'érable, et la poutine est connue. Il y aurait aussi notamment des influences amérindienne et allemandes ; la poutine râpée serait en fait un plat allemand, le knödel.
La pomme de terre, appelée localement patate, est probablement l'ingrédient le plus important, avec le poisson et les fruits de mer. Elle n'est d'abord cultivée que comme fourrage mais son utilisation semble toutefois supplanter le chou au milieu du XVIIIe siècle. Son origine est d'ailleurs controversée, les textes anciens la confondant avec d'autres aliments, alors qu'une théorie voulant qu'elle fut introduite par les Anglais est partiellement contredite par des témoignages.
La cuisine acadienne n'est pas très connue au Canada et encore moins à l'étranger. Selon les historiens Benjamin Sulte et François-Edme Rameau de Saint-Père, les Acadiens auraient toutefois introduits la consommation humaine de la patate en France, l'aliment étant auparavant considéré comme nocif. Les plats étrangers étant de plus en plus répandus, beaucoup de plats acadiens perdent en popularité bien que certains se maintiennent. Par exemple, il n'est pas rare d'en trouver sur le menu des cafétérias scolaires. Quelques fromages, vins, bières et spiritueux ont été développés depuis les années 1990.

## Histoire

### Adoption de la pomme de terre
À l'origine, les Acadiens se nourrissent surtout de crucifères, dont le chou, comme en témoignent des écrivains tels que Marc Lescarbot, Nicolas Denys et Dière de Dièreville. À une époque inconnue, les patates (pommes de terre, Solanum tuberosum) supplantent le chou ; cet aliment occupe de nos jours une place de choix dans l'alimentation et même l'économie de certaines régions. Pourtant, des observateurs comme Dièreville ne la mentionnent pas. Lescarbot et Denys mentionnent bien des aliments ressemblant à des patates, mais il semble que ce soit de la glycine tubéreuse (Apios americana) ou du topinambour (Helianthus tuberosus), appelés dans les textes chiquebi, chicamin ou chicabène. Déjà, les Micmacs en mangeaient avec des éperlans, d'où l'origine de cet accord. Le topinambour existait à l'état sauvage en Acadie. Des tubercules sont ramenés par Lescarbot et Champlain en France, Ils sont vendus sous le nom de topinambaux, une confusion avec les Topinamboux, un peuple brésilien. À l'origine, Lescarbot l'appelait toutefois « canada ». Le topinambour est toujours consommé en France quoique sa popularité ait baissé depuis le rationnement des pommes de terre durant la Deuxième Guerre mondiale. On sait que le topinambour est récolté à Cap-Pelé au début du XXe siècle, où il est appelé chicabène. Il sert à la fois à l'alimentation humaine et aux cochons. En fait, un village de Nouvelle-Écosse et un autre du Nouveau-Brunswick portaient autrefois le nom de Chicabène.
Une confusion peut venir aussi de la glycine tubéreuse, ou pénac, parfois appelée « patate indienne » ou « patate sauvage » dans les textes anciens. Le chicamin décrit par Nicolas Denys serait en fait du pénac. William F. Ganong rapporte que, selon Prudent Mercure, les Acadiens du Madawaska désignent le pénac sous le nom de chicawben au début du XXe siècle. Selon Ghislain Savoie, il est donc plausible qu'ils aient appris ce nom chez les Micmacs avant la déportation des Acadiens. D'ailleurs, la langue micmaque ne comprend pas de mot pour le topinambour, segubbun (chicabène) semblant être un terme générique pour ce qui est appelé « patate sauvage ». Il n'y a toutefois aucune preuve de l'utilisation du topinambour par les Acadiens. Le terme « pomme de terre » peut lui-même porter à confusion car c'est un acadianisme désignant la gaulthérie couchée.
Selon une croyance très répandue, ce seraient les Anglais qui auraient introduit les patates en Acadie. En 1623, le missionnaire français Gabriel Sagard rapporte qu'un capitaine anglais donne des patates au capitaine de son vaisseau ; il s'agirait en fait de patates douces, une erreur corrigée dans la traduction anglaise du récit. Il les compare toutefois avec des « pommes du Canada », qui seraient en fait des topinambours selon les botanistes Gray et Trumbull. Quoi qu'il en soit, la patate, originaire d'Amérique du Sud, est plantée pour la première fois en Virginie en 1622 puis à Port-Royal en 1623. Par contre, de rares références des années 1720 mentionnent qu'elle est utilisée comme fourrage. Une partie de l'Acadie est conquise par les Anglais en 1713. Les Acadiens, qui faisaient plus de commerce avec la Nouvelle-Angleterre, auraient pu adopter la pratique de manger des patates des Anglais, selon Ghislain Savoie. D'ailleurs, la garnison anglaise de Port-Royal en cultive dès les années 1720. De toute manière, une épidémie de « picote » touche la Nouvelle-France en 1729 et la disette qui s'ensuit force la population à se nourrir une première fois de patates. En 1749, le botaniste suédois Pehr Kalm ne voit pas de patates ou de patates douces en Nouvelle-France et rapporte que les Français ne les aiment pas et rient des Anglais qui en raffolent. À partir de 1750, plusieurs témoignages d'Anglais ou de Français rapportent tout de même que les Acadiens cultivent la patate en grande quantité, à la « manière irlandaise ». La patate est certainement un aliment apprécié durant la déportation des Acadiens et l'intendant François Bigot écrit en 1758 qu'il en distribue à la population.
Il semble que la plupart des plats acadiens à base de patate soient créés après la Déportation. Selon une idée encore répandue, défendue notamment par Clément Cormier, la poutine râpée serait en fait un plat allemand appelé knödel. La Prusse ayant été l'alliée de la Grande-Bretagne durant la Guerre de Sept Ans, des Allemands se sont en effet établis en Acadie après la conquête anglaise, en 1763. Cette théorie ne fait pas l'unanimité et, selon Ghislain Savoie, la poutine râpée pourrait être un plat d'origine autrichienne, italienne ou autre, ou tout simplement une invention acadienne.

### Possible implantation en France
En France, la patate est cultivée comme fourrage à partir du XVIIIe siècle, peut-être plus tôt dans certaines régions. On croit alors qu'elle est nocive et contribue à transmettre la lèpre. Selon une série d'études « éparses » de l'historien Benjamin Sulte publiées à titre posthume, ce sont les Acadiens qui auraient introduits la patate en France pour l'alimentation humaine, tout d'abord à Belle-Île-en-Mer, où ils furent déportés entre 1757 et 1763. Le vice-amiral Antoine-Jean-Marie Thévenard témoigne d'ailleurs qu'on « y établit, par leur moyens, la culture des pommes de terre, d'où elles semblent se propager sur le continent à l'avantage du peuple ». Par ses travaux une vingtaine d'années plus tard, Antoine Parmentier est toutefois considéré comme celui ayant introduit cet usage en France. En 1860, François-Edme Rameau de Saint-Père recueille le témoignage de Benjamin Boudrot, fils du déporté Pierre Boudrot, établit en 1773 à Archigny, selon lequel son père aurait rapporté un plein chapeau de patates d'Acadie, qu'il aurait planté à son arrivée en France. L'intendant de Poitiers lui aurait donné deux Louis de 24 livres pour le remercier de cette initiative.

## Ingrédients fréquemment utilisés
La cuisine acadienne comprend beaucoup de poisson et de fruits de mer, principalement de la morue et du hareng, mais aussi du maquereau, des berlicoco, du homard, du crabe, des crevettes, du flétan (appelé « Plaise »), de la truite, du saumon, des moules, des coques, de la plie, de l'éperlan (appelé « éplan ») des palourdes et des pétoncles. La plupart des poissons sont consommés frais, mais aussi boucanés (fumés), marinés ou même salés.
La principale viande utilisée est le porc, mais on utilise aussi du poulet et du bœuf. Comme dans le reste de l'Amérique du Nord, la dinde est traditionnellement consommée durant le temps des fêtes. Le gibier comme le chevreuil, le lièvre ou la perdrix est consommé dans certaines régions. À certains endroits comme à Caraquet ou aux Îles-de-la-Madeleine, les gens consomment (ou consommaient) d'autres viandes plus inhabituelles comme le phoque, l'ours ou la mouette.
Les patates sont omniprésentes dans la cuisine acadienne. Quelques autres légumes sont utilisés comme les oignons, les carottes, les fèves et les navets. Les fruits utilisés sont surtout la pomme ainsi que les bleuets, les fraises, les framboises, les mûres, la citrouille et les canneberges (aussi appelées pomme de pré). D'autres ingrédients provenant du commerce avec les Antilles et le Brésil sont utilisés depuis des siècles, comme les raisins secs, le riz, la cassonade et la mélasse.

## Diversité
Au Madawaska et dans les Appalaches, le poisson est rarement utilisé, et traditionnellement boucané ou salé. La cuisine acadienne a inspiré la cuisine cadienne.

## Recettes

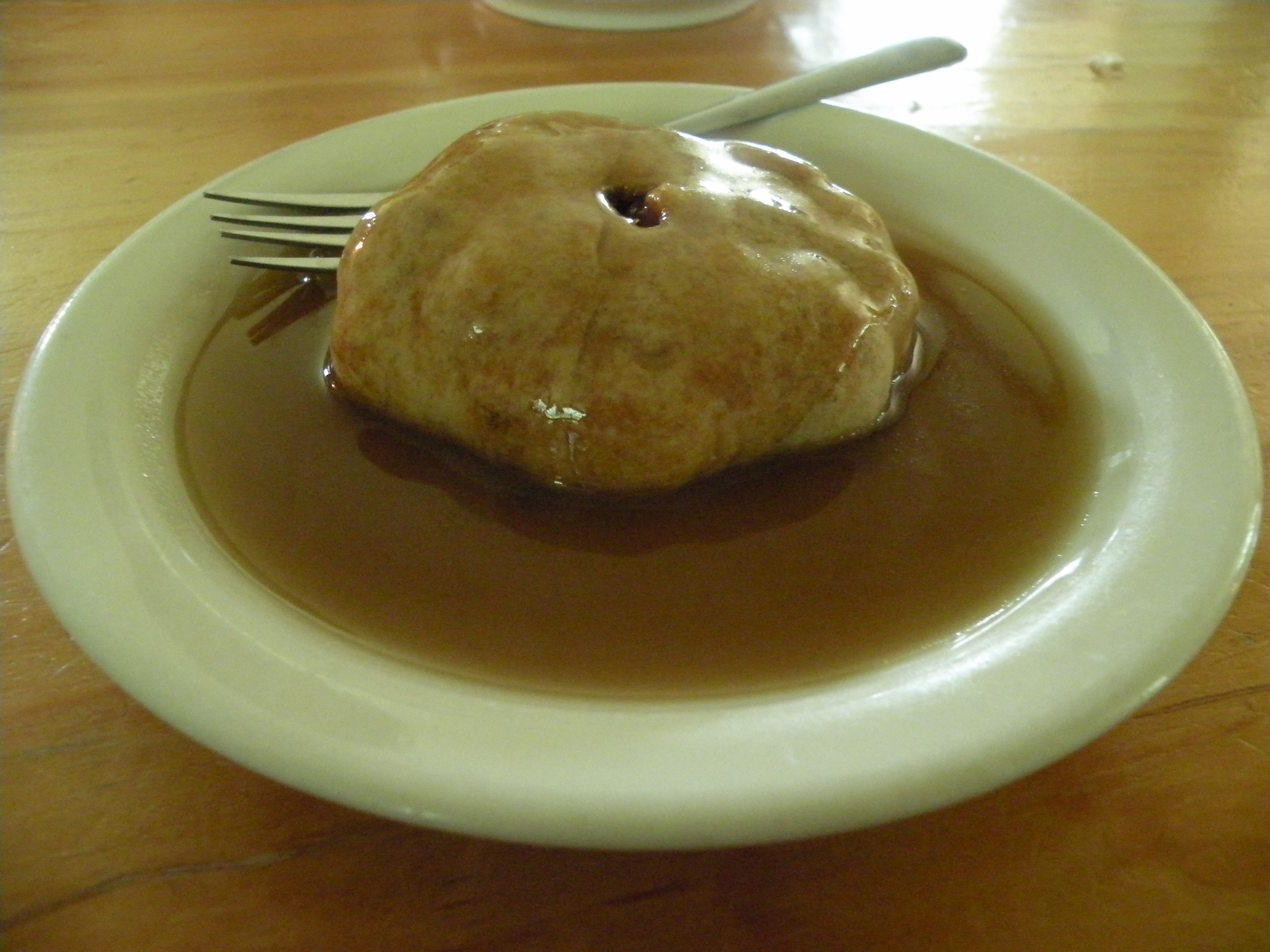
Poutine à trou avec sirop d'érable.

Certains plats sont connus dans toutes les régions acadiennes, comme le fricot, le boudin ou le pâté à la viande. En 1975, Marielle Cormier Boudreau et Melvin Gallant publiaient aux Éditions d'Acadie leur étude sur la cuisine traditionnelle en Acadie.
- Beurre de homard ;
- Bouillie à la viande salée ;
- Bouillon aux coques ;
- Chiard, aussi appelé mioche (purée de pommes de terre et carotte et/ou navet) ;
- Chow-chow ;
- Coquilles Saint-Jacques[18] ;
- Croquettes de poisson ;
- Doigts à l'ail[19] ;
- Fricot (soupe) ;
- Lobster rolls ;
- Morue bouillie avec pommes de terre bouillies et beurre fondu[20] ;
- Pâté à la viande ;
- Pâté chinois ;
- Ploye
- Pouding chômeur ;
- Poutine râpée et rapûre (dérivé de la poutine râpée) ;
- Poutine au bleuet[21] ;
- Ragoût (genre de soupe épaisse) ;
- Soupe aux pois ;
- Tchaude[22] ;
- Tourtière.

## Galerie
|                                    |                                                                                                |                             |                                                                                   |
| Drapeau de la colonie de l'Acadie. | Colonie de l'Acadie. Les Anglais ont conquis le territoire brun en 1710 et celui vert en 1763. | Drapeau actuel de l'Acadie. | L'Acadie d'aujourd'hui est en jaune pale et le reste des Maritimes est en orange. |